# Ruta de Rhode Island 246
La Ruta de Rhode Island 246, y abreviada R.I. 246 (en inglés: Rhode Island Route 246) es una carretera estatal estadounidense ubicada en el estado de Rhode Island. La carretera inicia en el Sur desde la Ruta 179     en Little Compton hacia el Norte en la Ruta 116     en Lincoln. La carretera tiene una longitud de 13,5 km (8,4 mi).

## Mantenimiento
Al igual que las autopistas interestatales, y las rutas federales y el resto de carreteras estatales, la Ruta de Rhode Island 246 es administrada y mantenida por el Departamento de Transporte de Rhode Island por sus siglas en inglés RIDOT.

## Cruces
La Ruta de Rhode Island 246 es atravesada principalmente por la I 95  , Ruta 146   en Providence y North Providence.